# Phantasmagoria (videojuego)
Phantasmagoria (Fantasmagoría) es un videojuego de terror y aventura gráfica del año 1995, escrita y diseñada por Roberta Williams para Sierra On-Line. Tuvo una versión para MS-DOS y otra para Windows 3.x, y posteriormente aparecería una conversión para Sega Saturn. Destaca por ser uno de los videojuegos de mayor tamaño de la historia, con un récord de siete CD-ROMs (la versión Saturn, bautizada como Phantasm, ocupó 8 discos). Además, se utilizaron actores reales para los personajes, sobre fondos creados por computadora.

## Argumento
Adrienne Delaney es una escritora de novelas baratas que se acaba de mudar junto a su marido Don Gordon a una enorme mansión que en el pasado perteneció a un famoso mago del siglo XIX. Nada más mudarse, Adrienne comienza a tener espantosas pesadillas cada noche. Lo que no saben es que ese mago, Zoltan, también practicaba magia negra, y en sus hechizos conjuró a un terrible demonio que le poseyó, obligándole a asesinar a todas sus esposas. En sus exploraciones, Adrienne libera por accidente a ese demonio, que no tarda en entrar en el cuerpo de Don, forjándose a partir de ese momento la pesadilla...

## Desarrollo
Victoria Morsell interpreta el papel de Adrienne. Ella y el resto de actores tuvieron que filmar escenas en escenarios con fondo azul donde después se insertaban los fondos. El guion se componía de unas 550 páginas, cuatro veces más que la extensión media de una película convencional, sumando otras 100 páginas de guion gráfico. Todo el material se programó utilizando el parser SCI2.
Fue duramente criticado el nivel de violencia y gore del videojuego, que incluso incluía una escena de violación, algo que se vio como un intento de Roberta Williams por escapar de su imagen de creadora de historias únicamente para niños en la que le sumió la saga King's Quest. En Reino Unido llegó a comercializarse una versión censurada respecto al original, y en Australia fue completamente prohibido. De todas formas, el propio juego contenía un filtro activable para vivir la aventura en "modo censurado", en el que se suprimían las escenas más fuertes.
En cuanto al manejo del título y la historia, hubo críticas de todo tipo por parte de los medios especializados. Desde quien le ponía 4,5 de 5 estrellas como Computer Gaming World o un 88% de nota como PC Gamer; hasta otros como GameSpot, que le dio un 6.0 criticando un guion pésimo, unos personajes planos, una dificultad mínima y una violencia exagerada.
Phantasmagoria conocería una segunda parte en 1996, Phantasmagoria: A Puzzle of Flesh, pero en ella la historia no tenía nada que ver con el original, ya que Phantasmagoria fue concebida más como una serie de relatos de terror independientes en videojuego más que como una saga propiamente dicha. En ese segundo título tampoco participó Roberta Williams.